# La vie est belle (chanson d'Indochine)
Pour les articles homonymes, voir La vie est belle.
Singles de Indochine
Le fond de l'air est rouge (live)
(2014) Un été français
(5 janvier 2018)
Pistes de 13
Henry Darger Kimono dans l'ambulance
La vie est belle est une chanson du groupe de musique français Indochine. Il s'agit du premier single du treizième album du groupe, 13.   

## Annonce
À partir du 1er mai 2017, Indochine met en ligne plusieurs teasers qui dévoilent l'univers du prochain album ainsi que le nouveau logo. La musique présente sur le dernier teaser est l'introduction du single La vie est belle. Elle est interprétée pour la première fois sur la scène de l'émission télévisée Quotidien la veille de la sortie officielle le 9 juin 2017.

## Composition
La chanson est composée en collaboration entre Nicola Sirkis et Mickaël Furnon. Ce dernier est le chanteur et leader du groupe Mickey 3D et était déjà l'auteur (musique et paroles) du grand succès d'Indochine en 2002 : J'ai demandé à la lune. 
Dans une interview du 5 septembre 2017, Nicola Sirkis précise qu'il a envoyé à Mickaël Furnon des idées de texte et non pas un texte achevé, et que ce dernier a composé cette mélodie.

## Clip
Le clip est mis en ligne officiellement le 18 août 2017, soit 2 mois et 9 jours après la sortie du single. Cependant un teaser a été dévoilé 8 jours avant sa sortie par Nicola Sirkis. Le clip est réalisé par Asia Argento, laquelle a aussi chanté en duo avec le groupe sur une autre chanson du même album (Gloria).
Le clip retrace l'évolution d'un homme de sa naissance jusqu'à sa mort, en vue subjective. Après une enfance difficile, la période adulte est elle « belle et cruelle à la fois » selon les paroles de la chanson, et comporte un mariage (l'épouse est interprétée par Asia Argento), la naissance d'un enfant et se conclut par la maladie (la chanson évoque le cancer).
Le clip est précédé d'un avertissement en raison de la présence de scènes de violence conjugale et de nudité. Le clip est diffusé sur Virgin Radio TV et RFM TV avec une signalétique « Déconseillé aux moins de 10 ans », de plus les scènes choquantes sont floutées. Sur CStar, le clip est déconseillé aux moins de 12 ans et est donc diffusé la nuit.
Le clip connait un beau succès puisqu'il est nommé aux NRJ Music Awards en tant que meilleur clip de l'année. De plus, il totalise plus de six millions de vues en six mois ce qui en fait l'un des clips du groupe les plus regardés (il se classe devant d'autres succès du groupe comme College Boy, Little Dolls ou Alice et June).

## Liste des pistes
| 1. | La vie est belle              | Nicola Sirkis, Mickaël Furnon | 5:29 |
| 2. | La vie est belle (Radio Edit) | Nicola Sirkis, Mickaël Furnon | 4:15 |

## Classements et certifications

### Classements hebdomadaires
| Classement (2017)                       | Meilleure position |
| --------------------------------------- | ------------------ |
| Belgique (Wallonie Ultratop 50 Singles) | 6                  |
| Belgique (Wallonie Ultratop 50 Airplay) | 7                  |
| France (SNEP)                           | 26                 |
| France (SNEP streaming)                 | 127                |
| France (SNEP téléchargements)           | 1                  |
| France (SNEP ventes)                    | 1                  |
| Suisse (Schweizer Hitparade)            | 73                 |
| Suisse (Charts Romandie)                | 6                  |

### Certification
| Pays          | Certifications |
| ------------- | -------------- |
| France (SNEP) | Or             |